# Hirotaka Mita
Hirotaka Mita (jap. 三田 啓貴; * 14. September 1990 in Tokio, Präfektur Tokio) ist ein japanischer Fußballspieler.

## Karriere
Hirotaka Mita erlernte das Fußballspielen in der Jugendmannschaft des FC Tokyo sowie in der Universitätsmannschaft der Meiji-Universität. Von Juli 2012 bis Januar 2013 wurde er von der Meiji-Universität an seinen Jugendverein FC Tokyo ausgeliehen. Der Verein, der in der Präfektur Tokio beheimatet ist, spielte in der höchsten Liga des Landes, der J1 League. Hier kam er als Jugendspieler einmal in der ersten Liga zum Einsatz. Nach Ende der Ausleihe wurde er vom FC Tokyo fest verpflichtet. Die Saison 2016 wurde er an den Ligakonkurrenten Vegalta Sendai nach Sendai ausgeliehen. Nach Ende der Ausleihe wurde er von Sendai fest verpflichtet. 2018 unterschrieb er einen Vertrag beim ebenfalls in der ersten Liga spielenden Vissel Kōbe. Bei dem Verein aus Kōbe spielte er bis Mitte 2019. Im Juli 2019 kehrte er zu seinem Jugendverein FC Tokyo zurück. Am Ende der Saison wurde er mit dem Klub Vizemeister. Im Finale um den J.League Cup 2020 besiegte Tokyo am 4. Januar 2021 Kashiwa Reysol mit 2:1. Nach 88 Erstligaspielen wechselte er im Januar 2023 zum Erstligaaufsteiger Yokohama FC. Am Ende der Saison 2023 musste er mit dem Verein aus Yokohama als Tabellenletzter in die zweite Liga absteigen. Am Ende der Saison 2024 wurde er mit Yokohama Vizemeister und stieg in die erste Liga auf. Nach insgesamt 43 Ligaspielen wechselte er im Februar 2025 zum portugiesischen Zweitligisten UD Oliveirense. Am Ende der Saison 2024/25 musste er mit dem Verein aus Oliveira de Azeméis in die dritte Liga absteigen. Für Oliveirense bestritt er sechs Ligaspiele. Nach dem Abstieg verließ er den Verein und schloss sich im Juli 2025 dem thailändischen Erstligisten Nakhon Ratchasima FC aus Nakhon Ratchasima an.

## Erfolge
FC Tokyo
- Japanischer Vizemeister: 2019
- Japanischer Ligapokalsieger: 2020

Yokohama FC
- Japanischer Zweitligavizemeister: 2024  ▲